# Masacre de la escuela Fahmi Al-Jarjawi
La masacre de la escuela Fahmi Al-Jarjawi  fueron una serie de ataques aéreos llevados a cabo el 25 de mayo de 2025 por la Fuerzas de Defensa de Israel (FDI) contra la escuela Fahmi Al-Jarjawi situado en el barrio de Daraj, en la ciudad de Gaza (Palestina), en los que murieron al menos a treinta y seis personas, incluidos dieciocho niños y seis mujeres, y otras cincuenta y cinco personas resultaron heridas. El ataque ocurrió en medio de las crecientes críticas internacionales a la actuación de Israel en la guerra de Gaza. Numerosos niños murieron, y un vídeo verificado mostró a una niña atrapada en los incendios provocados por el bombardeo, intentando escapar. Los niños que sobrevivieron al ataque sufrieron quemaduras graves.
El ejército israelí no había emitido advertencias de evacuación antes del bombardeo. Las FDI reconocieron la autoría del ataque y lo justificaron diciendo que tenía como objetivo «terroristas clave» que estaban en «un complejo de mando y control» de Hamás y la Yihad Islámica Palestina en la escuela sin aportar prueba alguna, además dichas acusaciones no han sido verificadas de forma independiente por ningún medio de comunicación.
El ataque ocurrió en el contexto de la ofensiva de mayo de 2025 en Gaza, acompañada de cientos de bombardeos, asedios a hospitales, hambruna, desplazamientos forzados en todo el territorio y amenazas belicosas del primer ministro israelí, Benjamin Netanyahu.

## Antecedentes
En respuesta a las crecientes críticas internacionales, el primer ministro israelí, Benjamín Netanyahu, dijo que las fuerzas israelíes incrementarían sus ataques en la Franja de Gaza hasta controlarla por completo. El avance militar israelí ha ido acompañado de un bloqueo de suministros médicos y alimentarios, lo que ha provocado una gran hambruna. Al Jazeera señaló que las FDI ya atacaron otras escuelas y refugios durante la guerra; estos incluyeron la muerte de más de cincuenta personas en la escuela al-Buraq en noviembre de 2023 y de más de cien personas en la escuela Al-Tabaín en agosto de 2024.
En los dos días previos al bombardeo, el ejército israelí afirmó que su fuerza aérea había atacado más de doscientos «objetivos» en Gaza, incluidos «terroristas, depósitos de armas, posiciones de francotiradores y antitanques y pozos de túneles», entre otros. Las familias buscaron refugio en la escuela Fahmi al-Jarjawi, en el barrio de Daraj de la ciudad de Gaza, ante los continuos ataques aéreos israelíes. Según Mahmud Bassal, portavoz de la Defensa Civil de Gaza, la escuela Al-Jarjawi albergaba a cientos de personas, la mayoría de ellas mujeres y niños. Las fuerzas militares israelíes no emitieron advertencias de evacuación de la zona antes del ataque.
La escalada militar que precedió al bombardeo de la escuela Fahmi al-Jarjawi está asociada con la Operación Carros de Gedeón, un plan del gobierno de Netanyahu para tomar el control de toda la Franja de Gaza.

## Bombardeo israelí

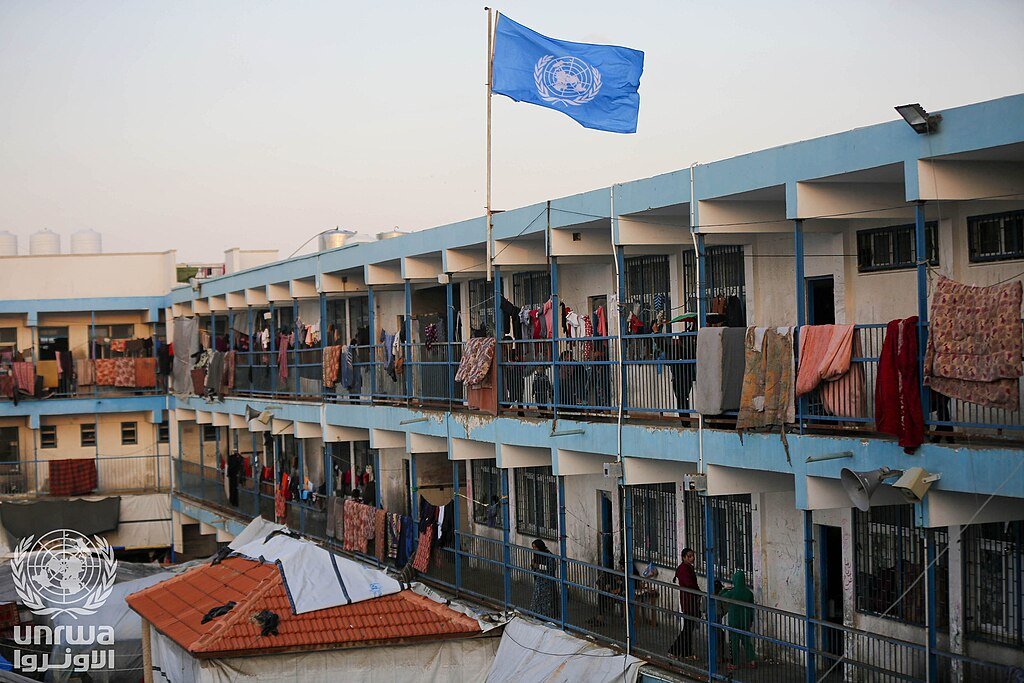
Una escuela de UNRWA convertida en refugio en Deir al-Balah, Franja de Gaza.

Los ataques que afectaron a la escuela mataron entre 33 y 36 personas, incluidos dieciocho niños y seis mujeres, según Associated Press, Al Jazeera y Agence France-Presse, e hirieron a otras 55. Mientras que otros periódicos como The Guardian y BBC aumentan la cifra de muertos hasta los 54, que habrían muerto mientras dormían.
La oficina de prensa del gobierno de Gaza informó que dieciocho niños murieron en el bombardeo. Al Jazeera publicó imágenes de video verificadas de una niña pequeño en la escuela en llamas, intentando escapar de los incendios. Afuera, la gente intentaba desesperadamente romper las ventanas para salvar a los que se estaban quemando dentro de la escuela. La BBC informó que varios niños sufrieron quemaduras graves.
Los paramédicos informaron que se habían producido incendios masivos en la escuela y que había tiendas de campaña instaladas en sus alrededores. Dijeron que podían escuchar voces de personas atrapadas vivas en los incendios pero que no podían escapar. Testigos presenciales describieron la escena como «catastrófica» y un residente local dijo que el bombardeo «fue como un terremoto». Las fuerzas de defensa civil lucharon durante horas para apagar los incendios. Un paramédico, que rescató a una niña pequeña en las llamas, dijo que no pudo animarse a informarle que toda su familia había muerto.
Al-Jazeera informó que en la mañana del bombardeo, cincuenta personas habían muerto en total en ataques de las fuerzas israelíes en el norte de Gaza. Estos ataques incluyeron el asesinato de diecinueve personas en una sola casa, incluidos diecisiete miembros de la familia Abd Rabbo. Los equipos de rescate fueron bombardeados por las fuerzas israelíes cuando intentaban rescatar a los supervivientes de los ataques.
A partir de las imágenes de los escombros, los expertos en armas determinaron que en el ataque se utilizó una bomba de diámetro pequeño GBU-39 fabricada por la empresa estadounidense Boeing.
La niña que se vio escapando de las llamas fue identificada posteriormente como Hanin al-Wadie, de cinco años. Sobrevivió al ataque aéreo contra la escuela, pero perdió a sus padres y a su hermana menor. Sufrió quemaduras de segundo y tercer grado y posteriormente fue encontrada recibiendo tratamiento en el Hospital Árabe Al-Ahli. Su tío organizó su evacuación a Jordania ya que ningún hospital de Gaza era capaz de proporcionarle el tratamiento necesario.

## Consecuencias
Después de los ataques, las fuerzas israelíes lanzaron folletos instando a los habitantes de Gaza a informar sobre los combatientes de Hamás, afirmando: «hemos sellado el destino de Hamás, la guerra está llegando a su fin». Las fuerzas israelíes emitieron órdenes de evacuación para la mayor parte del sur de la Franja de Gaza.
Las imágenes por satélite mostraron que las fuerzas israelíes estaban estableciendo asedios contra los hospitales que aún seguían operativos en el norte de Gaza. El 29 de mayo, Israel exigió la evacuación y el cierre del hospital al-Awda, el único mínimamente operativo en todo el norte de la Franja, pues solo quedaban en él 59 personas entre pacientes y personal médico. Para finales de mes, un informe de Oxfam denunciaba que las órdenes de expulsión israelíes y la expansión de las zonas de exclusión militar afectaban ya a más del 80% del territorio gazatí.

## Reacciones
La Agencia de Naciones Unidas para los Refugiados de Palestina en Oriente Próximo (UNRWA) emitió una declaración diciendo que los lugares de refugio en Gaza estaban desbordados por la gente desplazada que buscaba ayuda y que ningún lugar era seguro. Un informe de las Naciones Unidas publicado después del bombardeo concluyó que el 95% de las escuelas de Gaza habían resultado dañadas y 400 de ellas habían sido alcanzadas por un «impacto directo». Además la directora de comunicaciones de la UNRWA, Juliette Touma, declaró: «Lamentablemente, las escuelas han sufrido ataques una y otra vez durante los últimos veinte meses. Esto constituye una grave violación del derecho internacional y de los derechos de los niños».
La oficina de prensa del gobierno de Gaza afirmó que el bombardeo era «una extensión directa del crimen de limpieza étnica y genocidio» que se lleva a cabo contra el pueblo palestino desde que Hamás atacara Israel el 7 de octubre de 2023. La oficina afirmó que las fuerzas israelíes habían bombardeado sistemáticamente los refugios para causar el mayo número de víctimas posible.
Por su parte las FDI y el Shin Bet reconocieron la autoría del ataque y lo justificaron, sin aportar ninguna prueba, diciendo que tenía como objetivo «terroristas clave» que estaban en «un complejo de mando y control para planificar y recopilar información» para atacar a civiles y soldados israelíes. El ejército israelí dijo que había tomado medidas para evitar dañar a civiles y que había atacado a figuras clave de Hamás y la Yihad Islámica Palestina. Los periodistas de la BBC no pudieron verificar de forma independiente las afirmaciones de Israel, y videos e imágenes verificadas del lugar del ataque mostraban a docenas de mujeres y niños muertos y heridos. Los portavoces israelíes no especificaron a qué personas pretendían matar específicamente en los bombardeos. Fuentes militares dijeron a The Guardian que otras escuelas en el norte de Gaza, incluidas Halawa, Nusiba, al-Raff'i y Halima Sa'dia, habían sido designadas como «objetivos potenciales».
En respuesta a las críticas a la conducta militar israelí por parte del líder opositor Yair Golan, +972 Magazine escribió: «sugerir que Israel está cometiendo crímenes de guerra en Gaza no es una afirmación radical... Los nueve niños de la familia Al-Najjar, o aquellos quemados vivos en la escuela Fahmi Al-Jarjawi de Gaza después de un ataque aéreo israelí, son la evidencia de carne y hueso más reciente de esta brutal realidad».